# Doraemon: Nobita và người khổng lồ xanh
Doraemon: Nobita và người khổng lồ xanh (ドラえもん のび太と緑の巨人伝 Doraemon Nobita to Midori no Kyojinden) là phim khoa học viễn tưởng 2008 của đạo diễn Watanabe Ayumu và là bộ phim điện ảnh thứ 28 trong loạt phim Doraemon. Nội dung phim là chuyến phiêu lưu thú vị của Nobita và những người bạn đến hành tinh thực vật đến việc chống lại âm mưu thôn tính địa cầu của một vài lãnh đạo cấp cao hành tinh có suy nghĩ lệch lạc về người Trái Đất. Trước khi công chiếu chính thức vào ngày 8 tháng 3 năm 2008 toàn bộ nội dung tác phẩm được truyền tải thành truyện tranh đăng trên tạp chí CoroCoro Comic trong tháng 2 và tháng 3 năm 2008. Với doanh thu ước đạt 3.87 tỉ Yên, phim đứng vị trí thứ 8 trong bảng xếp hạng doanh thu Nhật Bản trong năm 2008. Ca khúc mở đầu phim là "Yume wo Kanaete Doraemon" (夢をかなえてドラえもん, dịch nghĩa Có Doraemon, giấc mơ thành hiện thực) do Mao trình bày và ca khúc kết thúc là "Te o Tsunagō / Ai o Utaō" (手をつなごう, dịch nghĩa Cùng nhau chung tay) do Ayaka trình bày. Phim từng được ứng cử cho Giải thưởng Viện hàn lâm Nhật Bản . Sau Nhật Bản, phim được phát hành tại một số quốc gia trên thế giới: Trung Quốc (chiếu rạp 4 tháng 8 năm 2009), Hồng Kông (chiếu rạp 6 tháng 8 năm 2009), Đài Loan (chiếu rạp 7 tháng 8 năm 2009), Indonesia(chiếu rạp 7 tháng 8 năm 2009), Malaysia (chiếu rạp 11 tháng 9 năm 2009), Thái Lan (chiếu rạp 29 tháng 10 năm 2009), Tây Ban Nha (phát hành dưới dạng DVD 11 tháng 11 năm 2009), Bồ Đào Nha (phát sóng truyền hình 1 tháng 3 năm 2015) và Ba Lan (phát sóng truyền hình 18 tháng 10 năm 2015).
Tại Việt Nam phiên bản truyện tranh được Nhà xuất bản Kim Đồng ấn hành còn phim được Công ty Cổ phần Truyền thông Trí Việt mua bản quyền phát sóng trên kênh HTV3 vào ngày 27 tháng 9 năm 2013. Bài hát lồng tiếng Việt: mở đầu là "Doraemon" do Huyền Chi trình bày và kết thúc là "Đời cuốn xô ta" do Nam Hương trình bày.
Một trò chơi điện tử với thể loại hành động, phiêu lưu cũng được ra mắt vào ngày 06 tháng 3 năm 2008 như phần thứ tư trong dự án "Sega=Doraemon" mang tên Doraemon: Nobita và người khổng lồ xanh DS.

## Nội dung

Bìa truyện Nobita và người khổng lồ xanh

Nobita gặp rắc rối về việc phải làm gì với điểm kiểm tra 0 của mình một lần nữa. Một cơn gió thổi tung giấy kiểm tra của cậu, và cậu rơi vào một bãi rác cố gắng tập hợp chúng lại với nhau. Ở đó,cậu tìm thấy một cây khô héo bắt được từ một trong những tờ giấy của mình và cậu quyết định mang nó về nhà. Nobita cố gắng trồng nó trong vườn nhưng bị mẹ bắt, người không cho phép cậu trồng nó.
Vẫn muốn giữ nó nhưng không được phép làm, Doraemon nảy ra ý tưởng biến nó trở nên sống động với một vật dụng mà cậu sử dụng. Nobita đặt tên cho cái cây nhỏ là "Kibou" bởi vì tất cả những gì nó có thể nói là "ki". Ngày tháng trôi qua, cha mẹ của Nobita cũng chấp nhận Kibou vì anh là một cậu bé rất thông minh, người đã giúp đỡ mẹ của Nobita mỗi khi cậu đi vắng. Tuy nhiên, người ngoài hành tinh từ Hành tinh xanh quyết định thông qua phán quyết tuyên bố rằng con người đang phá hủy tất cả màu xanh lá cây trên Trái Đất. Nobita và những người bạn của mình đã trốn thoát bằng sự trùng hợp và đến hành tinh của họ. Họ được chào đón nồng nhiệt đến thành phố Green Pier của họ nhưng cũng tìm hiểu về những gì họ đang làm với hành tinh của họ.
Thật không may, với tất cả các tiện ích của mình được Dorami mượn, có rất ít Doraemon có thể làm được. Họ trốn thoát và tình cờ gặp Công chúa Rire, người đã lừa họ nghĩ rằng cô đang dẫn họ về nhà nhưng trên đường đi, biết rằng những gì cố vấn của cô sắp làm là sai. Cuối cùng, với sự giúp đỡ của Elder của hành tinh ngoài hành tinh, họ đã quay trở lại Trái Đất đã bị xâm chiếm. May mắn thay, chiếc đồng hồ Doraemon đã đánh rơi cuộc sống đóng băng trên Trái Đất cho họ cơ hội cứu tất cả mọi người. Người ngoài hành tinh cố gắng triệu tập người khổng lồ của họ bằng cách sử dụng Kibou để quét sạch tất cả con người bất chấp cảnh báo của Elder và kế hoạch gây tác dụng với họ.
Nhưng với sự kiên trì của Nobita,cậu đã đánh thức Kibou và mọi thứ được phục hồi khi Elder hy sinh bản thân mình. Công chúa Rire tuyên bố với mọi người rằng họ sẽ theo dõi Trái Đất trong thời gian này trong khi Kibou quyết định du hành vòng quanh vũ trụ để tìm hiểu thêm và trở nên giống như Elder. Nobita và bạn bè nói lời tạm biệt với Kibou và về nhà. Quay trở lại nhà của Nobita, mẹ của Nobita gọi cậu và Doraemon xuống ăn tối, và mọi người có thể thấy chiếc giày của Kibou bên cạnh chiếc giày của Nobita.

## Sản xuất
Câu chuyện được lấy cảm hứng từ mẩu chuyện Khu rừng hạnh phúc (tập 26) và Vĩnh biệt Bé Cây (tập 33). Đây không phải là bộ phim làm lại, tuy nhiên Kibouu đã từng xuất hiện trong một bộ phim hoạt hình dài khác, mang tên Vương quốc trên mây. Tên Kibou bắt nguồn từ "Ki" (木) nghĩa là cây và "Bō" (棒) nghĩa là một que gỗ. Từ Kibou cũng có thể bắt nguồn từ từ "Kibō" (希望) có nghĩa là hi vọng. Một tên khác của phim "僕らの希望が未来を動かす" (tiếng Anh: our hope moves the future), mà cái tên Kibô cũng nói đến. Giọng nói của những người vô danh trong phim được thể hiện qua giọng nói của Roku-chan và Moya-kun.
Bộ phim đã được thể hiện dưới dạng truyện tranh vào tháng hai và tháng ba trong những ấn bản của CoroCoro Comic. Nó được ra mắt như 25 tập phim dài (1980-2004) trước kia và có thể mua vé tại các rạp chiếu phim.
Bộ phim là sản phẩm của:
- Công ty Asatsu
- Fujiko Productions
- Hãng phim hoạt hình Shin Ei
- Nhà xuất bản Shogakukan
- TV Asahi

### Phân vai
| Nhân vật  | Diễn viên lồng tiếng | Diễn viên lồng tiếng |
| Nhân vật  | Nhật Bản             | Việt Nam             |
| --------- | -------------------- | -------------------- |
| Doraemon  | Mizuta Wasabi        | Thùy Tiên            |
| Nobita    | Ohara Megumi         | Anh Tuấn             |
| Shizuka   | Kakazu Yumi          | Ngọc Châu            |
| Jaian     | Kimura Subaru        | Quốc Tín             |
| Suneo     | Seki Tomokazu        | Minh Vũ              |
| Dorami    | Chiaki               | Huyền Chi            |
| Dekisugi  | Hagino Shihoko       | Hoàng Sơn            |
| Kibo      | Yoshikoshi Takuya    | Ái Phương            |
| Rire      | Horikita Maki        | Khánh Vân            |
| Shira     | Ōtsuka Chikao        | Hạnh Phúc            |
| Jii       | Miyake Yuji          | Tất My Ly            |
| Paruna    | Arita Teppei         | Xuân Trang           |
| Ba Yama   | Sugawara Junichi     | Trần Vũ              |
| Yama      | Kotomi Ishida        | Thúy Hằng            |
| Roku-chan | Tsuchiya Yoko        | Huyền Chi            |
| Moya-kun  | Watanabe Jinbei      | Văn Tài              |
| Mẹ Nobita | Mitsuishi Kotono     | Minh Chuyên          |
| Ba Nobita | Matsumoto Yasunori   | Bá Nghị              |

## Nhạc nền
Tất cả nhạc phẩm được soạn bởi Sawada Kan.
| STT | Nhan đề                                                                                                | Thời lượng |
| --- | --- | ---------- |
| 1.  | "Uchū kara no Keikoku" (宇宙からの警告)                                                                | 1:20       |
| 2.  | "Mori-tachi wa Ikite Iru" (森たちは生きている)                                                         | 1:53       |
| 3.  | "Fushigi na Ki" (不思議な木)                                                                           | 1:00       |
| 4.  | "Hajimemashite, Kībō!" (はじめまして、キー坊)                                                          | 1:51       |
| 5.  | "Kībō no Itazura" (キー坊のいたずら)                                                                   | 1:08       |
| 6.  | "Heri Yuku Ryokuchi" (減りゆく緑地)                                                                    | 1:31       |
| 7.  | "Akūkan no Heishi" (亜空間の兵士)                                                                      | 0:59       |
| 8.  | "Yōkoso, Midori no Wakusei e" (ようこそ、緑の惑星へ)                                                   | 1:14       |
| 9.  | "Atarashī Sekai" (新しい世界)                                                                          | 1:15       |
| 10. | "Futatsu no Tsuki no Monogatari" (二つの月の物語)                                                      | 1:04       |
| 11. | "Midori no Kyojinden" (緑の巨人伝)                                                                     | 2:20       |
| 12. | "Yama to Roku" (ヤマとロク)                                                                            | 0:58       |
| 13. | "Mori no Serenāde" (森のセレナーデ)                                                                    | 1:28       |
| 14. | "Rīre no Nyūjō" (リーレの入場)                                                                         | 1:04       |
| 15. | "Densetsu no Fukkatsu" (伝説の復活)                                                                    | 1:45       |
| 16. | "Kībō, Kyojin e" (キー坊、巨人へ)                                                                      | 1:15       |
| 17. | "Kībō to Boku" (キー坊とボク)                                                                          | 1:29       |
| 18. | "Inochi o Tsumugu Subete Mono-tachi ~ Kono Hoshi ni Umarete" (命をつむぐ全てモノたち~この星に生まれて) | 2:33       |
| 19. | "Sayonara, Kībō" (さよなら、キー坊)                                                                    | 1:54       |